# Kromsprietwantsen
De kromsprietwantsen (Alydidae) vormen een familie uit de orde der halfvleugeligen (Hemiptera). De familie werd voor het eerst wetenschappelijk beschreven door Amyot & Serville in 1843.

## Kenmerken
De kromsprietwantsen zijn vaak donker gekleurd, kunnen 10 tot 12 mm lang worden en lijken op het eerste oog sterk op randwantsen (Coreidae). De dieren verschillen echter van de randwantsen door een opvallend brede kop en de laatste antennesegmenten, die langwerpig en gebogen zijn (vandaar de Nederlandse naam). De dijen van de achterpoten hebben vaak stekels. De meeste soorten hebben volledige voorvleugels (macropteer) maar er zijn ook kortvleugelige soorten. Het vliezige doorzichtige gedeelte van de voorvleugels heeft meestal dicht bij elkaar liggende lange aders. De dieren hebben geurklieren waarmee ze, als ze aangevallen worden, een onwelriekende stank kunnen produceren.

## Leefwijze
Deze insecten leven voornamelijk in droge en zanderige gebieden, zoals langs de kust, op de heide, en op steppen en savannes. Ze zuigen met hun steeksnuit voornamelijk aan zaden. Sommige soorten uit deze familie, uit het genus Alydus, Dulichius en Hyalymenus, lijken als nimfen en als imagines op mieren en leven ook vaak in mierennesten.  In sommige landen zijn sommige soorten plaaginsecten, zoals Leptocorisa oratoria, die rijstplanten aantast.

## Verspreiding
In Nederland heeft deze familie slechts een enkele vertegenwoordiger, namelijk de mierkromsprietwants (Alydus calcaratus). De wantsen komen voor in gematigde en warmere streken over de hele wereld, de meeste in tropische en subtropische gebieden. In Europa komen slechts ongeveer tien soorten voor, voornamelijk in het Middellandse Zeegebied.

## Taxomomie
Er zijn in totaal ongeveer 60 geslachten en 300 soorten:
- Acestra Dallas, 1852
- Alydus Fabricius, 1803
- Anacestra Hsiao, 1964
- Apidaurus Stål, 1870
- Bactrocoris Kormilev, 1953
- Bactrodosoma Stål, 1860
- Bactrophya Breddin, 1901
- Bactrophyamixia Brailovsky, 1991
- Bloeteocoris Ahmad, 1965
- Burtinus Stål, 1859
- Calamocoris Breddin, 1901
- Camptopus Amyot & Serville, 1843
- Cosmoleptus Stål, 1873
- Cydamus Stål, 1860
- Daclera Signoret, 1863
- Darmistus Stål, 1859
- Dulichius Stål, 1866
- Esperanza Barber, 1906
- Eudarmistus Breddin, 1903
- Euthetus Dallas, 1852
- Grypocephalus Hsiao, 1963
- Hamedius Stål, 1860
- Heegeria Reuter, 1881
- Hyalymenus Amyot & Serville, 1843
- Hypselopus Burmeister, 1835
- Leptocorisa Latreille, 1829
- Longicoris Ahmad, 1968
- Lyrnessus Stål, 1862
- Marcius Stål, 1865
- Megalotomus Fieber, 1860
- Melanacanthus Stål, 1873
- Micrelytra Laporte, 1833
- Mirperus Stål, 1860
- Mutusca Stål, 1866
- Nariscus Stål, 1866
- Nemausus Stål, 1866
- Neomegalotomus Schaffner & Schaefer, 1998
- Noliphus Stål, 1859
- Oxycranum Bergroth, 1910
- Paramarcius Hsiao, 1964
- Paraplesius Scott, 1874
- Protenor Stål, 1867
- Rimadarmistus Bliven, 1956
- Riptortus Stål, 1860
- Robustocephalus Ahmad, Abbas, Shadab & Khan, 1979
- Slateria Ahmad, 1965
- Stachyocnemus Stål, 1870
- Stachyolobus Stål, 1871
- Stenocoris Burmeister, 1839
- Tenosius Stål, 1860
- Tollius Stål, 1870
- Trachelium Herrich-Schäffer, 1850
- Tuberculiformia Ahmad, 1967
- Tupalus Stål, 1860
- Zulubius Bergroth, 1894